# Molynocoelia separata
Molynocoelia separata är en tvåvingeart som beskrevs av Allen L.Norrbom 2006. Molynocoelia separata ingår i släktet Molynocoelia och familjen borrflugor.
Artens utbredningsområde är Costa Rica. Inga underarter finns listade i Catalogue of Life.